# Cromozomul uman 4
Cromozomul 4 este unul dintre cele 23 de perechi de cromozomi umani, anume un autozom. Oamenii au în mod normal două copii al acestuia. Cromozomul 4 are o anvergură de mai mult de 186 milioane nucleotide în perechi (materialul de bază pentru ADN), și reprezintă între 6% și 6,5% din totalul de ADN din celule.
Identificarea genelor la fiecare cromozom este un domeniu activ al cercetării genetice. Datorită diferitelor tactice folosite de cercetători pentru a prezice numărul de gene pentru fiecare cromozom, acesta variază. Cromozomul 4, cel mai probabil, conține între 700 și 1.100 de gene.